# Jan Bláha
Jan Bláha (* 17. března 1955) je český politik, v 90. letech 20. století poslanec České národní rady a Poslanecké sněmovny za ČSSD.

## Biografie
Před rokem 1989 pracoval v uranovém průmyslu.
Ve volbách v roce 1992 byl zvolen do České národní rady za ČSSD (volební obvod Středočeský kraj). Zasedal ve výboru pro veřejnou správu, regionální rozvoj a životní prostředí. Od vzniku samostatné České republiky v lednu 1993 byla ČNR transformována na Poslaneckou sněmovnu Parlamentu České republiky. Mandát poslance obhájil ve volbách v roce 1996 a volbách v roce 1998. V období let 1998-2000 byl místopředsedou poslaneckého klubu ČSSD. V 90. letech se v parlamentu angažoval v oblasti legislativy týkající se bytového hospodářství a převodu bytového fondu.
V letech 2002–2006 byl poradcem premiéra. Od roku 2002 podniká jako OSČV v oboru průmyslové ekologie (zpracování odpadů a obalů). S manželkou Evou mají tři děti (Zuzana, Ondřej, Petra).
Angažuje se i v komunální politice. V komunálních volbách roku 1994, komunálních volbách roku 2002 a komunálních volbách roku 2006 neúspěšně kandidoval do zastupitelstva města Dobříš za ČSSD. Zvolen byl až v komunálních volbách roku 2010. Profesně se uvádí jako technik a konzultant. Stal se místostarostou Dobříše.